# 新立得
Synaptic套件管理程式（簡體中文Synaptic翻譯為新立得）是一個在Linux上運行的软件包管理系统，其有著友善的圖形使用者介面，而且可以用來在建基於deb套件管理系統的Linux上運行。這個程式大大減少了在安裝程式時所要解決的相依性問題，使得使用者可以更容易為系統安裝、移除元件，並能為系統進行升級。Synaptic是以GTK+編寫的，其目的作為apt-get命令列的前端使用者程式，讓使用者不用學習複雜的命令列指令便可輕易管理Linux上的套件。
Synaptic最初是由Alfredo Kojima所編寫，而現在則由Michael Vogt負責維護。

## 特點
- 提供一個易於安裝、移除套件，為系統升級或降級的圖形使用者介面的工具。
- 可以將整個系統升級。
- 管理套件來源（sources.list）。
- 可以依名字、簡介及其他特點來搜尋套件。
- 可以設定過濾器，以狀態、分類、名字或其他自定的特點來選取套件。
- 可以依名字、狀態、大小或版本來排列套件。
- 可以瀏覽所有線上的與套件相關的說明文檔。
- 可以下載與套件相關的更近變更的資料。
- 將特定套件鎖定於現有的版本。
- 可以指定安裝特定的套件版本。
- 可以復原或重做選擇。
- 內建終端機模擬器。
- 可以經由debconf系統對相關套件作出設置。（僅限Debian系統）

## KPackageKit
KPackagekit是PackageKit的KDE/Qt界面版本。也是Apt的图形前端。

## 外部連結
- Synaptic套件管理程式首頁 （页面存档备份，存于）